# St. Nikolaus (Luhe)

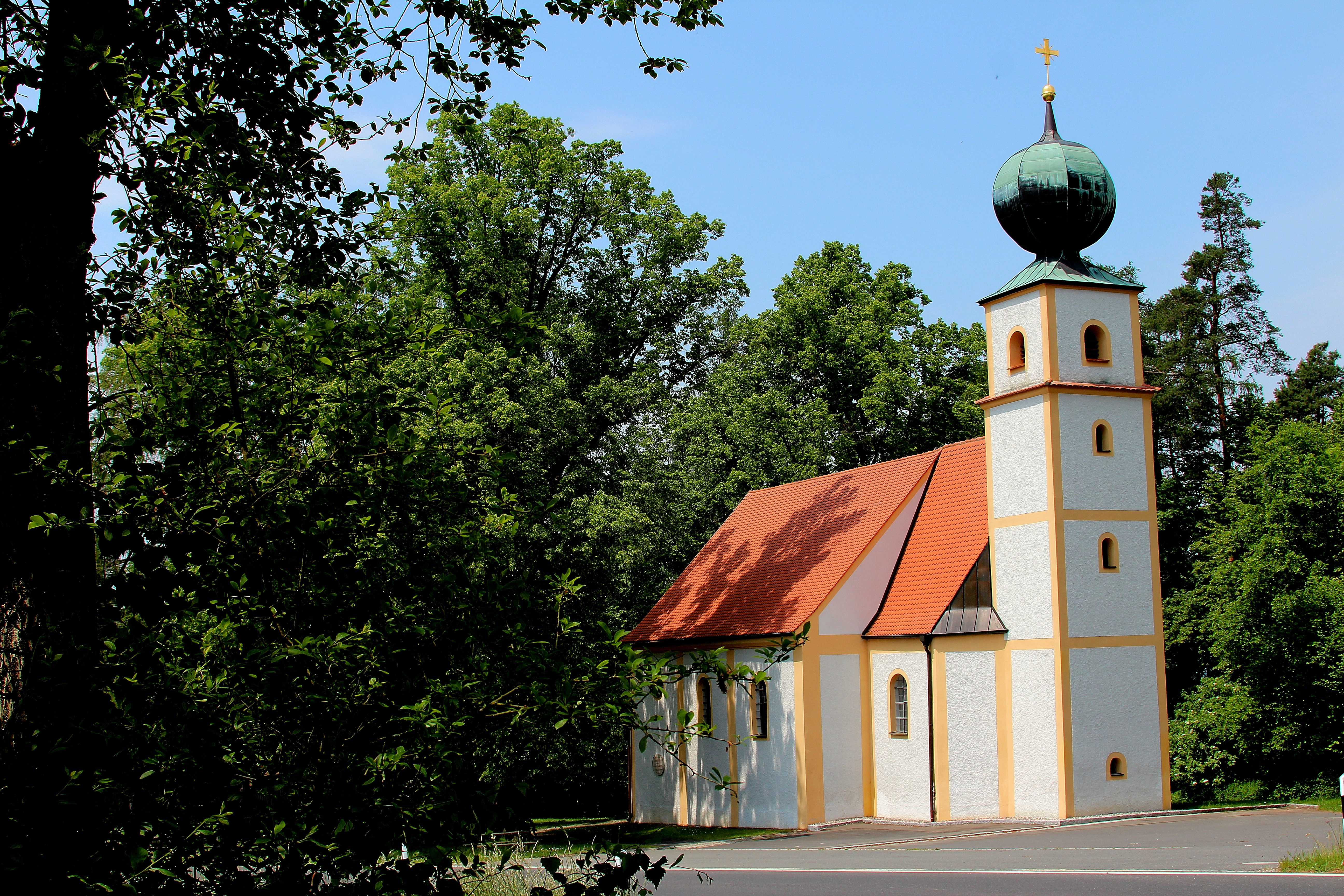
Wallfahrtskirche St. Nikolaus in Luhe

Die römisch-katholische Wallfahrtskirche St. Nikolaus befindet sich in dem Oberpfälzer Markt Luhe-Wildenau auf dem Koppelberg (Glaubenwieser Straße 37).

## Geschichte
Die Kirche wurde bereits im 12. Jahrhundert genannt. 1376 erteilte der Prager Erzbischof Johann von Jenstein, Luhe gehörte damals zu Böhmen, dieser Kirche das Recht auf einen Ablass, was Anlass für eine Wallfahrt wurde.
Im Zuge des 1617 in Luhe eingeführten Kalvinismus wurde auch die Kirche am 30. Mai 1617 aufgebrochen und alle Bilder (St. Nikolaus, St. Gregorius) und Statuen entfernt, sodass nur mehr das Gestühl und leere Altäre in der Kirche verblieben. Da aber der katholische Herzog Maximilian in der Schlacht am Weißen Berg am 8. November 1620 Kurfürst Friedrich V. von der Pfalz besiegt hatte, konnten ab dieser Zeit wieder katholische Gottesdienste abgehalten werden. Die Kirche wurde von dem Franziskanerkloster Pfreimd aus mit Messen versorgt. Auch wurde die Kirche wieder notdürftig mit Bildern und Heiligenstatuen ausgestattet.
Nach den Wirren des Kalvinismus und des Dreißigjährigen Krieges ist die Kirche 1696 abgerissen und neu errichtet worden. Sie wurde noch vor der Pfarrkirche in Luhe instand gesetzt und zum Gottesdienst verwendet. Um die Gläubigen unterbringen zu können, wurden zwei übereinander liegende Emporen eingebaut. Die Jahreszahl 1696 ist heute noch über dem Westportal zu lesen.

## Kirchengebäude
Heute ist dies eine Saalkirche mit einem Satteldach und einem eingezogenen, fünfseitig geschlossenen Chor. Der Platz für den Turm im Anschluss an den Chor (Chorscheitelturm) mit einer Zwiebelhaube und einem aufgesetzten Kreuz ist ungewöhnlich.

## Innenausgestaltung
In der Kirche befindet sich ein Altartrio aus der Entstehungszeit um 1711/12. Die Figuren von Petrus und Paulus waren ursprünglich wohl am Hauptaltar angebracht, heute stehen sie bei den Seitenaltären. Am Hochaltar befinden sich zwei schwebende Engel. Das Bild des Hochaltars zeigt den Hl. Nikolaus als Fürbitter. Im unteren Bildrand wird die Legende von dem getöteten und bereits eingepökelten Kind dargestellt, das durch den Hl. Nikolaus wieder zum Leben erweckt wurde. Die Seitenaltäre zeigen den Hl. Nepomuk und den Hl. Wendelin.
Pfarrer Josef Schön ließ von 2004 bis 2008 eine Außen- und Innenrenovierung durchführen.

## Orgel
Bereits 1761 erhielt die Nikolauskirche auf dem Koppelberg wegen der Orgelerneuerung in St. Martin die alte Orgel mit vier Registern.
Am Patrozinium 2016 fand die Weihe einer neuen Orgel statt. Der Organist Hans Spindler hat die Orgel anlässlich seines 60. Geburtstages der Nikolaus-Kirche zum Geschenk gemacht. Seit 40 Jahren bereits begleitet Spindler Gottesdienste auf der Orgel.

## Eremitenklause

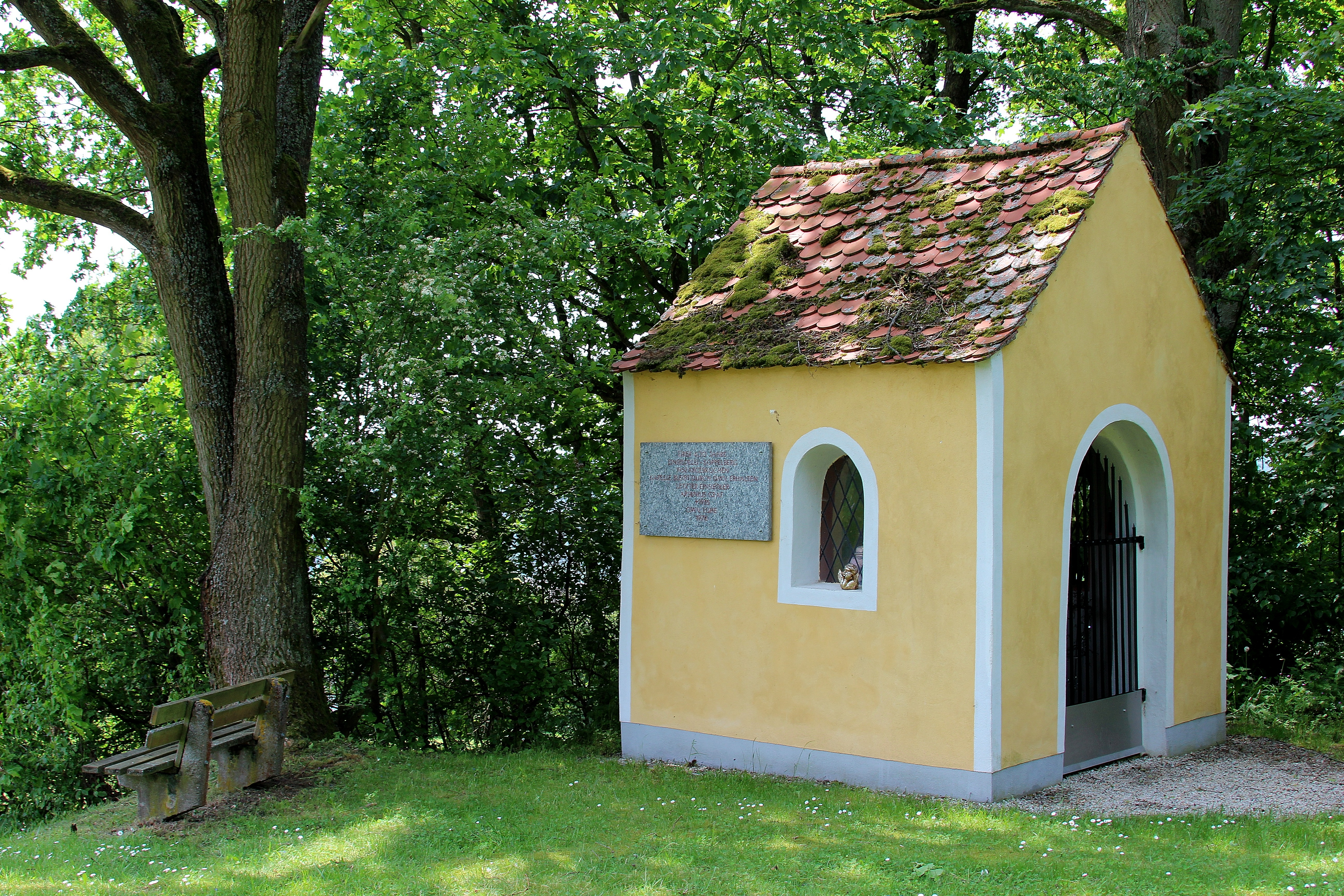
Einsiedlerkapelle in Luhe-Wildenau

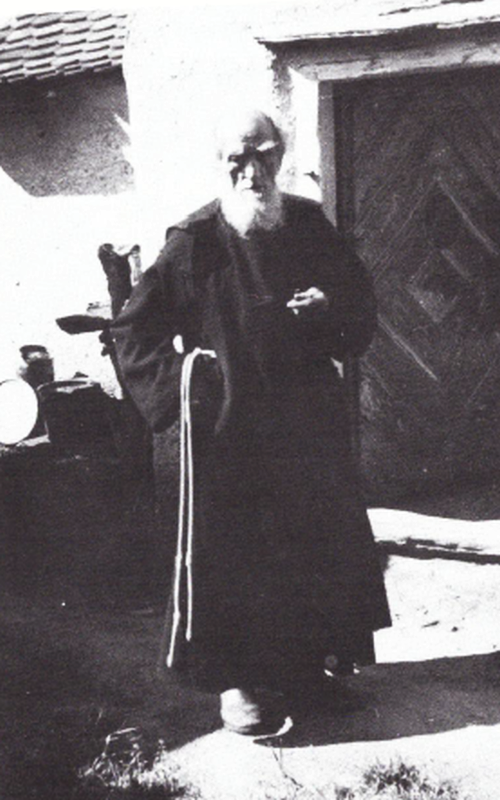
Arsenius Graf, letzter Eremit am Koppelberg; † 1935

Die Einsiedelei auf dem Koppelberg wurde zur Betreuung der dortigen Kirche eingerichtet. Der erste Einsiedler war 1731–1739 der verkrüppelte Michael Kunzelmann (* 1697); er lebte von Almosen. Sein Nachfolger wurde 1746–1787 Paul Luber (* 1718 in Hirschau; † 12. Dezember 1787). Er kaufte die Klause und ließ sie 1784 neu errichten, im Kirchenchor sang er Bass und wurde dafür mit jährlich drei Gulden entlohnt. Auf ihn folgte 1788–1793 Elogius Mulzer (* 12. August in Pfreimd). Er war von Beruf Schmied, vom Eremitentum verstand er nach Aussage seiner Vorgesetzten nichts, dafür baute er 1789 eine Hauskapelle an der Südseite der Klause. 1793 verließ er Luhe. Der letzte Eremit war Arsenius Graf (* 1. Mai 1854 in Gebenbach; † 7. April 1935). Er war von Beruf Uhrmacher, sein Handwerk setzte er auch in Luhe fort, zudem sammelte er Almosen. Er war hier zwischen dem 23. August 1895 und dem 26. September 1899 sowie von 1923 bis zu seinem Tode.
Die an die Kirche angeschlossene Eremitenklause besteht seit 1936 nicht mehr, an ihrer Stelle wurde der Hochbehälter der Wasserversorgung Luhe erbaut; erhalten blieb aber eine Art Hauskapelle, die früher der Abstellraum der Einsiedelei war.
Unter Pfarrer Knorr wurde 1734 ein Kreuzweg zum Koppelberg errichtet.